# Reinaldo de Chartres
Reinaldo de Chartres (Ons-en-Bray, 1380 - Tours, 4 de abril de 1444) foi um cardeal do século XV.

## Biografia
Nasceu em Ons-en-Bray em Ca. 1380. De uma família que veio da senhoria dos Leões, Beauvais. Filho de Hector de Chartres, senhor de Lyons-en-Beauvaisis († 1418, decapitado), e de sua segunda esposa, Blanche de Nesle. Seus avós paternos eram Jean de Chartres e Marie L'Étendard. Seus avós maternos eram Jean de Nesle e Ade de Mailly. Seu primeiro nome também foi listado como Renaud. Ele foi chamado de Cardeal de Reims.
Licenciatura em direito canônico.
Cônego e mais tarde reitor de Saint-Pierre, Beauvais em 1404. Em 11 de setembro de 1406, ele e seu irmão foram multados por terem insultado o oficial de justiça do bispo. Grão-mestre do Collège des Cholets em 1409. Foi enviado a Roma para cuidar dos interesses da Sé de Beauvais; conquistou a confiança e a amizade dos membros do Sagrado Colégio dos Cardeais. Nomeado pelo Antipapa João XXIII referendário apostólico; e camareiro papal, antes de 17 de setembro de 1412. Auditor da Sagrada Rota Romana. Em 1412, o capítulo da catedral iria elegê-lo bispo de Beauvais, mas o duque de Borgonha se opôs à sua promoção.
Eleito arcebispo de Reims pelo antipapa João XXIII, 2 de janeiro de 1414; tomou posse em 23 de março de 1414. Consagrado (nenhuma informação encontrada). Em novembro de 1414, participou da assembleia do Parlamento convocada pelo Chanceler Henri de Marle. Presidente da chambre des comptes de Paris antes de 1415. Quando o imperador Sigismundo foi à França, nos primeiros meses de 1415, o arcebispo Renaud, para interessá-lo no restabelecimento da paz, foi ver o imperador em Beauvais, onde celebraria Páscoa. O arcebispo dirigiu-se, pouco depois, ao Concílio de Constança. Prestou bons serviços ao delfim, mais tarde rei Carlos VII da França, de quem permaneceu amigo e aliado ao longo de sua vida. Membro do conselho privado real. Tenente do rei e do delfim em Languedoc, Lionnois e Masconois, 16 de agosto de 1418. Foi o primeiro embaixador enviado pelo rei da França ao novo Papa Martinho V. Chanceler da França de 28 de março de 1424 a 6 de agosto de 1425 ; e novamente, de 8 de novembro de 1428 até sua morte. O arcebispo de Reims presidiu como negociador ou celebrante nas uniões de Carlos de Bourbon com Agnès de Bourgogne, em 1424; de Luís, delfim, com Margarida da Escócia, em junho de 1436; de Yolande, filha do rei Carlos VIl, com Amédée IX de Savoie, em agosto do mesmo ano; de Catarina, outra filha do rei francês, com o conde de Charolês, mais conhecido como Charles le Timiraire, em junho de 1438; e de Charles d'Orléans com Marie de Clèves, em novembro de 1440. Enviado a Roma pelo rei francês para cuidar de seus assuntos, janeiro de 1426; retornou em novembro de 1428. Abade comendador da abadia de Saint-Pourçain, diocese de Clermont, a partir de 1428. Consagrado rei Carlos VII da França na catedral de Reims em 7 de julho de 1429 na catedral metropolitana de Reims, na presença de Jeanne d'Arc, futuro mártir e santo. O arcebispo-chanceler acreditava na resolução de problemas através da diplomacia e da política, e não confiava e não gostava da abordagem armada de Jeanne. Transferido para a Sé de Embrun em 4 de março de 1433; ele recusou a transferência. Em 1435, foi um dos signatários do tratado de Arras, pelo qual foi alcançada a reconciliação entre o rei francês e o príncipe da Borgonha; o tratado levou ao fim da Guerra dos Cem Anos. Administrador da Sé de Agde, 4 de abril de 1436 até 9 de janeiro de 1439. Administrador da Sé de Orléans, 9 de janeiro de 1439; tomou posse no dia 17 de março seguinte; prestou juramento de obediência ao rei no dia 31 de maio seguinte; entrou na diocese em 25 de outubro; ocupou o cargo até sua morte.
Criado cardeal sacerdote no consistório de 18 de dezembro de 1439; recebeu o título de S. Stefano al Monte Celio em 8 de janeiro de 1440. O cardeal Renaud brigou com o capítulo sobre a jurisdição do claustro de Sainte-Croix. Para pôr fim a estas dificuldades, o Parlamento obrigou-o a assinar, em 26 de janeiro de 1442, um tratado com os cónegos. Em abril de 1444, seria aberta em Tours uma espécie de congresso para estabelecer as bases de uma trégua permanente entre a França e a Inglaterra. O cardeal-chanceler tinha ido a Tours para participar nas negociações quando morreu repentinamente, poucos dias antes da assinatura do tratado. Administrador da Sé de Mende, 20 de abril de 1444; ele havia morrido alguns dias antes; o bispo de Mende desativou sua tradução para a sé de Castres.
Morreu em Tours em Sábado, 4 de abril de 1444, de repente. Sepultado na igreja dos Cordeliers (Franciscanos) em Tours.